# بيغ باند الجيش الألماني

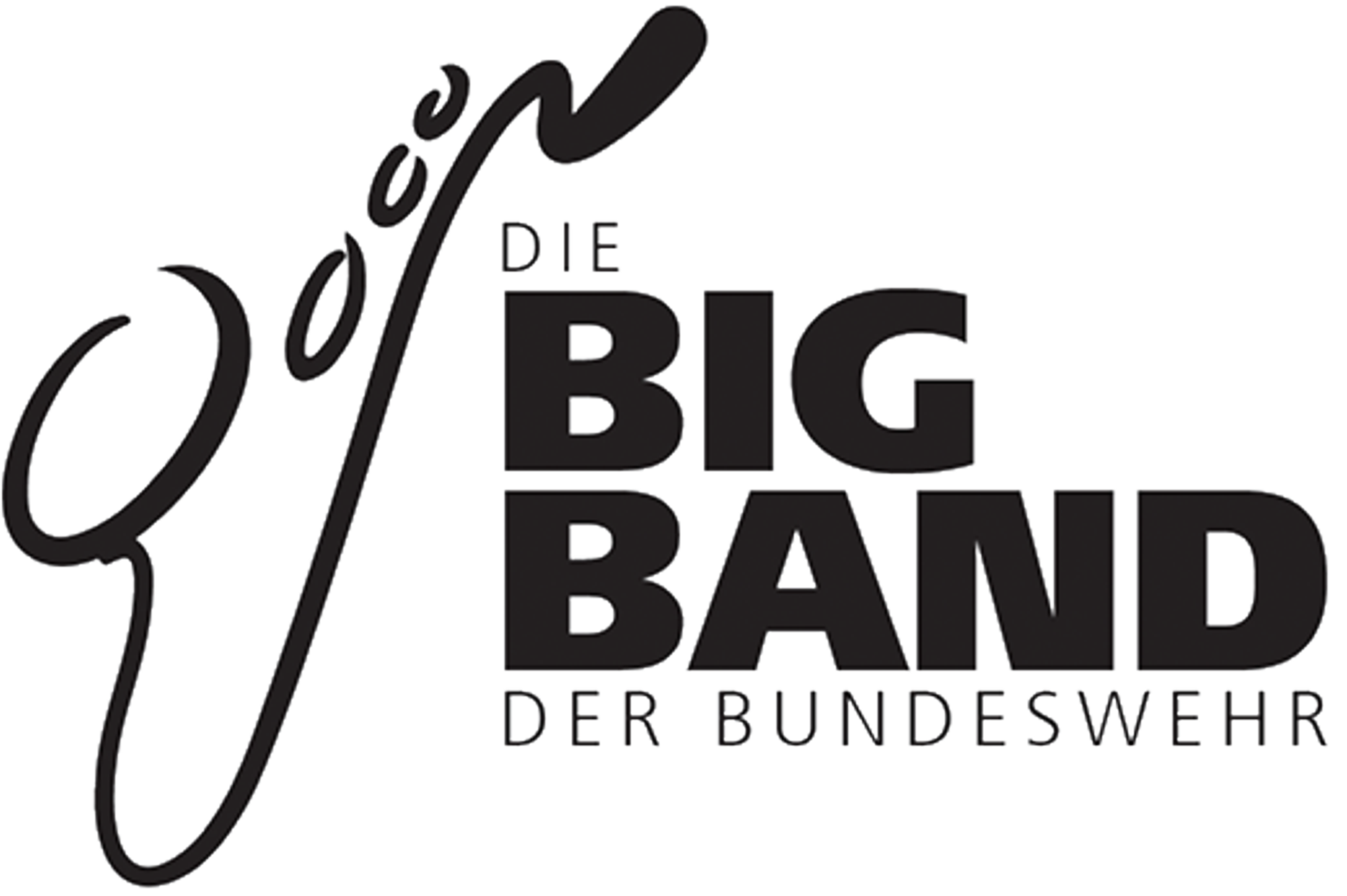
شعار الفرقة

بيغ باند الجيش الألماني (بالألمانية: Big Band der Bundeswehr)‏ هي فرقة موسيقية تابعة للقوات المسلحة الألمانية. تأسست عام 1971 على يد غونتر نوريس. تعمل هذه الفرقة على مدار السنة جولات في ألمانيا، كما أنها تشارك أيضا في الأحداث والمناسبات الخيرية. كان أول عزف لها في 26 مايو 1972 أمام 80.000 مشاهد وذلك بمناسبة افتتاح ملعب ميونخ الأولمبي.

## وصلات خارجية
- بيغ باند الجيش الألماني على موقع ميوزك برينز (الإنجليزية)

- الموقع الرسمي (باللغة الألمانية)